# Mauricio Rojas
Mauricio Javier Rojas Toro (Quilpue, 30 de março de 1978) é um futebolista profissional chileno, atua como meia, medalhista olímpico de bronze.
Mauricio Rojas conquistou a a medalha de bronze em Sydney 2000.